# Mamberamo Raya
Mamberamo Raya ist ein indonesischer Regierungsbezirk (Kabupaten) in der indonesischen Provinz Papua auf der Insel Neuguinea. Stand 2020 leben hier circa 38.000 Menschen. Der Regierungssitz des Kabupaten Mamberamo Raya ist Bermeso.

## Geographie
| Distrikt Distrik       | Dörfer Kampung | Fläche [km²] | Einwohner 2020 | Bevölkerungs- dichte |
| ---------------------- | -------------- | ------------ | -------------- | -------------------- |
| Benuki                 | 8              | 2.932        | 2.696          | 1                    |
| Mamberamo Ilir         | 7              | 2.390        | 3.401          | 1                    |
| Mamberamo Tengah       | 11             | 4.230        | 8.708          | 2                    |
| Mamberamo Tengah Timur | 7              | 2.819        | 3.660          | 1                    |
| Mamberamo Ulu          | 7              | 5.864        | 4.836          | 1                    |
| Rofaer                 | 6              | 3.062        | 5.585          | 2                    |
| Sawai                  | 6              | 3.795        | 3.915          | 1                    |
| Waropen Atas           | 7              | 2.619        | 5.539          | 2                    |

Mamberamo Raya liegt im Norden der Provinz Papua an der Nordküste. Im Osten grenzt es an den Regierungsbezirk Sarmi und im Süden an die Regierungsbezirke Mamberamo Tengah, Tolikara, Puncak Jaya und Puncak. Im Westen grenzt es an Waropen.  Administrativ unterteilt sich Mamberamo Raya in 8 Distrikte (Distrik) mit 59 Dörfern (Kampung).

## Einwohner
2020 lebten in Mamberamo Raya 38.339 Menschen. Die Bevölkerungsdichte beträgt 2 Personen pro Quadratkilometer. Circa 96 Prozent der Einwohner sind Christen, hauptsächlich Protestanten, und vier Prozent Muslime.